# Bathyphantes diasosnemis
Bathyphantes diasosnemis är en spindelart som beskrevs av Fage 1929. Bathyphantes diasosnemis ingår i släktet Bathyphantes och familjen täckvävarspindlar. Inga underarter finns listade.